# Pandanus brevifolius
Pandanus brevifolius är en enhjärtbladig växtart som beskrevs av Ugolino Martelli. Pandanus brevifolius ingår i släktet Pandanus och familjen Pandanaceae. Inga underarter finns listade.